# نبرد کوادونگا
نبرد کوادونگا، نبردی که اولین پیروزی نیروی‌های نظامی جامعه مسیحیت بعد از فتح اسپانیا توسط مسلمانان (۷۱۱–۷۱۸) است که در ایبریا به احتمال زیاد در تابستان سال ۷۲۲ اتفاق افتاده‌است این در نبرد پس از شروع از یک حکومت مستقل مسیحی در کوه‌های شمال غربی شبه‌جزیره ایبری به پادشاهی آستوریاس تبدیل شد این حکومت تبدیل به یک بنیاد مسیحی مقاوم در برابر گسترش حکومت مسلمانان و بازپس‌گیری اندلس شد.

## مقدمه
طبق نوشته‌های مظاراب در شمال ایبریا در قرن نهم ویزیگوت‌ها (۷۱۸ بعدازمیلاد) یک نجیب‌زاده به اسم پلاگیوس را به عنوان فرمانروا یا رهبر خود انتخاب کردند. پلاگیوس (لرد پلاگیوس در اسپانیا) اولین پادشاه دولت استوریاس نوه پادشاه سابق اسپانیا چینداسونیف پسر فاویلا که در دربار اژیکا پادشاه ویزیگوت حاکم بود مرکز فرماندهی خودش را در کانگاس د انیس قرار داد و و قیام علیه امویان را آغاز کرد.
ازآغاز حمله مسلمانان به ایبریا مبارزان و پناهندگان برای جلوگیری از اختیارات اسلامی از جنوب شبه جزیره ایبریا به سمت شمال حرکت کردند. بعضی از آنها به کوه‌های دور افتاده ایبرین پناه بردند پلاگیوس در آنجا از میان غارتگران جنوب گروهی از مبارزان خود را استخدام کرد. اولین اقدام وی این بود که از پرداخت جزیه جلوگیری کرد و به نیروهای کوچک اموی در این منطقه مستقر بودند حمله کرد. در نهایت او موفق به اخراج فرماندار آستوریاس به نام منوسه شد او قلمرو خود در برابر تلاش مسلمانان برای برگرداندن کنترل خود تأسیس کرد که دولت او تبدیل به یک قلعه مسیحی دربرابر گسترش حکومت مسلمانان شد.
برای چند سال اول این شورش و قیام برای اربابان جدید اسپانیا که در کوردوبا قدرت داشتند تهدید جدی به حساب نمی‌آمد بنابراین تنها یک واکنش جزئی وجود داشت. پلاگیوس همیشه قادر به دور نگه داشتن مسلمانان از استوریاس نبود ولی مسلمانان نیز نمی‌توانستند او را شکست دهند پس به محض خروج مسلمانان پلاگیوس دوباره قدرت را در درست گرفته و کنترل را برقرار می‌کرد. نیروی‌های اسلامی بر حمله‌های ناربون و گل متمرکز بودند. کمبود نیروی‌های انسانی برای کاهش قیام نامطلوب در کوه‌های وجود داشت.
پلاگیوس هرگز این مسئله را نپذیرفت در روز ۹ سال ۷۲۱ نیروی مسلمان در حال عبور از کوه پیرنه به پادشاهی فرانک‌ها حمله کرد، توسط آنها در نبرد تولوز، در فرانسه امروزی، شکست خورد. این شکست صحنه را برای نبرد کودانگا آماده کرد، این نخستین شکست جدی مسلمانان در جنوب غربی اروپا بود. والی اموی، عنبسه بن سحیم الکلبی، با توجه به این که می‌خواست به قرطبه رو با شنیدن چنین خبر ناامیدکننده‌ای تصمیم گرفت که قیام آستوریاس را در راه برگشت به خانه سخت سرکوب کند و روحیه سربازان خود را برای پیروزی آسان افزایش دهد.

## نبرد

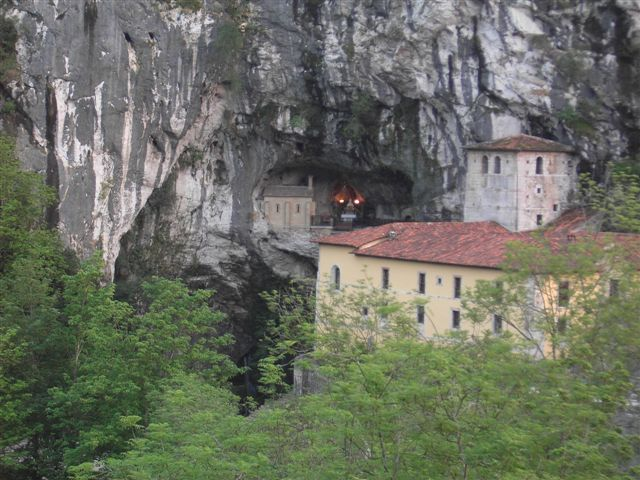
محل نبرد کوادونگا

در سال۷۲۲ نیروهای اموی به فرماندهی علقمه و منوسه و به دستور آنها براساس افسانه همراه با اسقف ایپیاس از سویل به سمت آستوریاس حرکت کردند. همان‌طور که علقمه بیشتر مناطق را گرفته بود. فولکلور به ایپیاس پیشنهاد داد که تلاش کند تمام مردان مسیحی همراه او تسلیم شوند تا آنها بتوانند مناطق را تسخیر کنند، اما در این تلاش ناکام ماند. پلاگیوس به همراه تمام نیروهای خود به عمق کوه‌های استوریاس عقب‌نشینی کرد و در نهایت به دره باریکی در کنارکوه هارفت؛ که دلیل عدم امکان حمله گسترده از سوی دشمن این مکان به راحتی قابل دفاع بوده‌است. احتمال می‌رود را پلاگیوس تا آن زمان ۳۰۰ نفر را با خود را همراه کرده بود.
در نهایت علقمه به کودانگا رسید و یک فرستاده نزد پلاگیوس فرستاد تا او را متقاعد کند، اما پلاگیوس رد کرد. در نهایت علقمه بهترین نیروهای خود را برای جنگ به دره فرستاد. آستورین‌ها تیرها و سنگ‌ها را از دامنه کوه رها کردند، سپس در حین کوهنوردی پلاگیوس شخصاً یک تعداد از نیروهای خود را به خارج از دره هدایت کرد؛ و آنها در غاری پنهان شدند به طوری که نیروهای اموی آنها را ندیدند.
گزارش‌هایی که در منابع مسیحی آمده‌است ادعا می‌کنند که کشتار در میان مسلمانان بسیار وحشتناک و زیاد بوده‌است اما گزارش‌هایی که در منابع اموی آمده است عکس این موضوع را بیان می‌کند. علقمه در نبرد سقوط کرد و کشته شد و سربازانش از میدان جنگ خارج شدند.
پس از پیروزی پلاگیوس مردم روستاهای فتح شده از آستوریاس خود با سلاح‌های خود به تعدادی از نیروهای علقمه که عقب‌نشینی کرده بودند حمله کرده و آنها را کشتند. منوسه با توجه به تجربه‌ای که در جنگ گذشته به دست آورده بود، و با جمع‌آوری نیروهای بازمانده از جنگ کودانکا نیروی جدیدی سازمان دهی کرد. پلاگوس و منوسه یک بار دیگر در نزدیکی شهر مدرن پروزابا هم برخورد کردند و بار دیگر پلاگیوس پیروز شد و منوسه در این جنگ کشته شد. آنها هرگز بار دیگر استقلال پادشاهی آستوریاس را به چالش نکشیدند.